# Shacky Carmine
Shacky Carmine es una película española dirigida por Chema de la Peña, escrita por él junto a Óscar de Julián, y producida por Fernando Colomo , estrenada en septiembre de 1999. Desarrollándose mayormente entre Salamanca y Madrid, narra la historia de un grupo de rock en su búsqueda de popularidad, mezclando el drama y la comedia.

## Argumento
Este largometraje refleja la historia que emprenden cuatro jóvenes de Salamanca que se trasladan a Madrid para crecer como artistas con su grupo de rock “Shacky Carmine”. Sin embargo, al igual que consiguen rápidamente una gran fama tocando en diferentes salas de la capital española, pronto inician un proceso de decadencia inmersos en la droga y la violencia.

## Reparto
- Fernando Cayo como Apolo.
- Andrés Gertrudix como Rodol.
- Pau Colera como Zalo.
- Rebeca Jiménez como Malu.
- Nathalie Seseña como Jana.
- Patxie Freytez como PK.
- Mapi Galán como Tony Mad.
- Josele Román como Tini.
- Rubén Ochandiano como Sebas.
- Mike Etienne como Cani.
- Manuel Caro como Kiko.[5]

## Producción
Un premio por parte del Canal+ Francia por su segundo cortometraje, Lourdes de segunda mano, subvencionado por él mismo con su trabajo como economista, y que tuvo que estrenar mediante una proyección en plena Plaza de Callao en el año 1995 debido a las dificultades de hacerlo en una sala de cine , abrió a Chema De La Peña la posibilidad de trabajar con la productora de Fernando Colomo para adentrarse en el mundo de los largometrajes, siendo ésta su primera referencia en éste ámbito.
La elección del reparto cinematográfico se realizó mediante un casting de alrededor de 700 personas donde no había actores experimentados en cine, sino que eran músicos o tenían trabajos previos en teatro, entre los que resultaron elegidos actores con una gran trayectoria hoy en día como Fernando Cayo, entre otros. Entre los papeles secundarios más destacados protagonizados por personajes del mundo de la música, habría que señalar algunos nombres como Manu Chao, Antonio Vega, Manolo García, Radio futura, Kiko Veneno, Albert pla o Manolo Kabezabolo, muchos de los cuales también aportan su música a la banda sonora. Esta conexión con el mundo musical se debe, según sus propias palabras, a que siempre ha sido una de la grandes pasiones del director junto al cine y con esta obra quiso acercar al público parte de la escena independiente de la música en esos días.

### Rodaje
Con el comienzo de la grabación el 29 de diciembre de 1998, Chema de la Peña sólo necesitó hasta el 23 de febrero de 1999 para finalizar el rodaje.
En éste proyecto, el productor Fernando Colomo, señaló la elección de Salamanca como una de las dos ciudades elegidas para ésta grabación debido a su ambiente distendido que permitía grabar sin muchas complicaciones en sus calles. Sin embargo, no pretendía reflejar la parte más turística de la ciudad, por lo que rodaron en diferentes bares y calles oscuras, para crear un ambiente ténebre más propio de la escena rock.
Con el transcurso de la historia de este grupo de amigos, el rodaje de la película se trasladó a Madrid, dónde a través de sus conciertos, buscaban crear una popularidad mayor. Uno de éstos conciertos ficticios, se rodó en la antigua Sala Revólver, tras muchos años sin que en ella se ejerciera ningún tipo de actividad de ocio.
Una peculiaridad de la película es que se pudo seguir la grabación de la misma a través de la red, siendo la primera vez que esto sucedía en el cine español. De este modo, gracias a una webcam,los visitantes de la página web creada por el director gracias a sus conocimientos informáticos, podían seguir diferentes secuencias de la película en directo e incluso podían elegir algunas de las canciones con las que se contaría en la banda sonora.

### Banda sonora
La banda sonora está compuesta por canciones de música alternativa del momento, elegidas por el director junto con la colaboración de los visitantes de la página web, con la intención principal de que éstas fueran tan fuertes como la película en sí, incluyendo un total de 32 canciones, algunas compuestas exclusivamente para la película por artistas como Bunbury, Carlos Jean o Undershakers entre otros.
En el disco figuran canciones también de artistas o grupos de renombre de diferentes géneros en éste ámbito, como Dover, Dikers, Hank, 7Notas 7Colores, Super Skunk, Narco, San Francisco Mouse y Ari.

## Lanzamiento
Estrenada el 10 de septiembre de 1999, se catalogó a esta película como no recomendada para menores de 18 años.
Otra particularidad de la película es que posee dos finales distintos, debido a que el director decidió sustituir el final con el que comenzó a grabar por su dureza, para cambiarlo por otro más leve. Finalmente decidió estrenar en los cines la película con éste segundo, pero el desenlace final que grabó en un principio también se llegó a visualizar tanto en la web del proyecto como en salas de ensayo semanas después de su estreno.

## Recepción
Pese a contar con muchos personajes relevantes de la escena musical de los años 90 que aparecían en la película y de disponer de una subvención para la amortización de largometrajes previa a la realización de la misma de 407.373,26 €, no pasó de una recaudación de 200.188,57 €, con un total de 52.337 espectadores.

## Premios y nominaciones
1. Ganadora del Premio del Público en el Festival de Cine de España de Toulouse en 1999.
2. Ganadora como Mejor Fotografía en el Festival de Cine de España de Toulouse en 1999.[5]
3. Fernando Cayo, premiado por su papel de "Apolo" como Mejor Actor en el Festival de Cine de España de Toulouse en el 1999.
4. Fernando Cayo nominado como Actor Revelación por el Círculo de Escritores Cinematográficos Españoles en el año 2000.
5. David Omedes, premiado como Mejor Cinematógrafo en el Festival de Cine de España de Toulouse en el 1999.[1][11]